# تلكاتا
تلكاتة فرعا من الفصيل المستقر من القبيلة الكبرى صنهاجة في المغرب الأوسط حيث كان معقلهم منطقة التيطري خلال العصور الوسطى. لعبت تلكاتة دورًا بارزًا في تاريخ المغرب الإسلامي وهم أسلاف السلالات الزيرية التي حكمت المغرب الأوسط وإفريقية والأندلس.

## نسبها
تنحدر تلكاتة من الفرع المستقر من الصنهاجة  يشير الاسم العرقي "صنهاجة" إلى مجموعة من القبائل البربرية التي لعبت دورًا تاريخيًا مهمًا خلال فترة العصور الوسطى. أظهرت قوى السلالات الناشئة في المغرب العربي والأندلس النفوذ المتزايد للعديد من قبائل صنهاجة الكبرى المستقرة في المغرب الأوسط والبدو الرحل في الصحراء، خاصة خلال عهد الملكية الزيرية .
انقسم الصنهاجة إلى فرعين: القبائل غير الرحل التي تعمل بالزراعة والرعي وتقيم في جبال المغرب الأوسط والقبائل البدوية ممثلة بسكان الصحراء  أحصى ابن خلدون ما يقرب من سبعين فرعًا من أهمها التلكاتة الذين كان مكان استقرارهم بالمغرب الأوسط. ,تتواجد مجموعات أصغر من صنهاجة في السهول الأطلسية بالمغرب ومع ذلك لم يكن لأي من قبائل صنهاجة هذه أي سلطة سياسية على عكس القبيلتين الأخريين.
كان أسلاف الصنهاجة في عهد الإمبراطورية الرومانية يشكلون قبيلة بربرية قديمة بجبال التيتري (معقل الزيريين المستقبلي) مع مدينة تعرف باسم فسينازنسي, اسم فسينازا الموثق في أوائل القرن الثالث في المنطقة هو اسم جغرافي مشتق من فسينازي تشير هذه النسخ إلى نفس الاسم البربري وهو اسم إيناجن.
وفقًا لعلماء الأنساب البربر كانت السنهاجة واحدة من الفروع السبعة الرئيسية المنحدرة من البرانس أبناء بر. كانت قبائل صنهاجة ومسوفة (ماسوفي قديمًا) ولاماديا (لامبدينسيس قديمًا) من بين المجتمعات التي شكلت اتحاد سنهاجا المستقر خلال العصور الوسطى كان هذا الاتحاد القبلي المهم يقوده فرع تلكاتة منذ القرن العاشر فصاعدًا.
قدم علماء الأنساب في العصور الوسطى سلالات متضاربة في كثير من الأحيان لدواعي دينية وسياسية. حيث كان البلاط الملكي يتبنى أساطير النسب الأكثر انتشارًا حتى لو لم تكن بالضرورة الأكثر موثوقية، حيث اعتبر النسابة العرب نسب التلكاتة يعود إلى الحميريين  بينما يصف ابن خلدون التلكاتة بأنهم ينحدرون من تلكات بن قرت وهو ابن سنهاج ليكذب هاته الأساطير, حدد ابن خلدون التقسيمات الرئيسية مثل المتنان والونوغة والبطوية وبنو مزغنة وبنو عثمان وبنو خليل.

## نمط الحياة

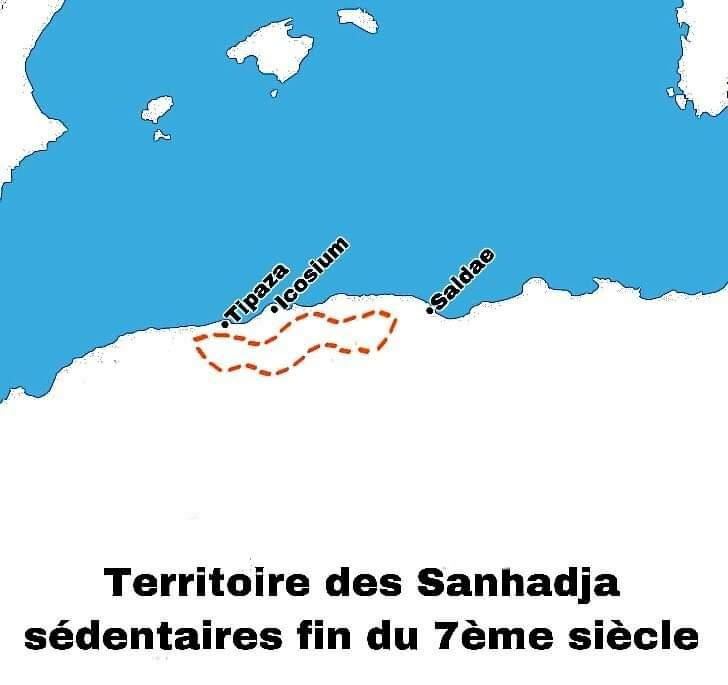
خريطة قبيلة تلكاتة (القرن السابع)

سكنت قبائل شمال صنهاجة المناطق الواقعة بين الورسنيس والتيتري والبيبان الجنوبيين  تشكل التلكاتة قبيلة صنهاجة الكبرى في المغرب الأوسط  حيث يشغلون جزءًا منه 
كانوا من سكان الجبال الخصبة المقيمين في تل أطلس جنوب الجزائر العاصمة  في التيتري  وفقًا لبوزيد علية الذي أجرى دراسة شاملة عن صنهاجة فإن أقدم مجموعات صنهاجاية مذكورة في أوائل العصور الوسطى كانت تقع في الجزء الشرقي من المغرب الأوسط وتحديداً غرب الزاب (زاب الدوسن ثم زاب طولقة ثم زاب مليلي وزاب بسكرة وزاب تهودا وزاب بادس) . يميزهم المؤلف عن البدو الرحل في الصحراء وضمن هذه المجموعة المستقرة تأسست تلكاتة شرق مناطق الجزائر في العاصمة والمسيلة والمدية وبجاية .
بحسب ابن خلدون، احتلت التلكاتة نفس المنطقة الممتدة من المسيلة وحمزة والجزائر ومليانة إلى ملوية، باستثناء عدة جيوب تابعة لقبائل أخرى، بما في ذلك فصائل زناتة . كان سكان تلكاتة في المقام الأول من سكان الجبال، واستقر الناس المستقرون على طول سفوح الجبل، مقسمين إلى وديان خصبة ضيقة حيث تتمحور الحياة حول مستوطنات صغيرة.
أثناء ظهور الأسرة الزيرية، كانت أراضي تلكاتة تقع في منطقة تيتري، وتتميز بارتفاع متوسط مرتفع نسبيًا، مما يضمن مناخًا معتدلًا نسبيًا. وكانت الأمطار، رغم عدم إمكانية التنبؤ بها، كافية لدعم بعض المحاصيل المزدهرة، وخاصة الحبوب. وشمل نطاقهم أيضًا عدة مدن، بما في ذلك المدية ومليانة وأشير .
وكانوا جيرانًا لقبيلة الزواوا في الشمال الشرقي والذين عاشوا بطريقة أكثر عزلة ومن الجنوب كانوا يحدون زناتة أعدائهم الدائمين. وكان أمازيغ البيبان الذين يفصلون تيتري عن المسيلة يتمتعون بعلاقات أقوى معهم. يمكن أن يصل تلكاتة إلى الجزائر بني مزغنة وهو ميناء صغير لا يحظى باهتمام كبير نسبيًا من البربر ذاك الوقت.
في القرن العاشر قام ابن حوقل بتقييم حالة المنطقة وفي منطقة عشير لاحظ وفرة الينابيع الطبيعية والحدائق والحقول المزروعة وفي مليانة التي توصف بـ "المدينة القديمة"، أشار إلى المطاحن الموجودة على طول النهر "التي تستمد منها الري على نطاق واسع لحقولها بينما تستفيد جزئيا من نهر الشلف ". قدمت أرض تلكاتة ظروفًا معيشية مرضية للغاية مما جعلها مريحة للزيريين الأوائل.

## تاريخ
لعبت قبيلة التلكاتة وهي فرع من اتحاد سنهاجان، دورًا بارزًا في تاريخ المغرب الإسلامي خلال القرن العاشر والحادي عشر والثاني عشر  وكانت قبيلة التلكاتة على وشك ممارسة التفوق السياسي على القبائل الأخرى في المغرب الأوسط ، يفسر جزئيا هاذا كثافتها العددية ذلك الوقت حيث اعتبر بن خلدون صنهاجة يشكلون ثلث شعوب البربر ,مع ذلك يبدو أن هذا يعزى أكثر إلى براعة القادة الذين نظموه بمهارة وشكلوا جيشًا جاهزًا لتحقيق إنجازات ملحوظة  وبالفعل في القرن العاشر سيطروا على المغرب الأوسط عندما تحالفوا مع الفاطميين وبعد ذلك سيطروا على المغرب الأوسط. عندما أسسو السلالة الزيرية السنية .
خلال الفتح الإسلامي للمغرب العربي سكنت قبيلة كتامة والصنهاجة (بما في ذلك طلكاتة) المغرب الأوسط بما في ذلك جبال الأوراس والقبايل الكبرى ، بالإضافة إلى مناطق تاهرت وتلمسان  وكان أول زعيم معروف لتلكاتة هو مناد بن منكوس، ابنه زيري هو جد السلالة الزيرية ومؤسس عاصمتهم أشير في جبل تيتري (عام 935)  يتيح لهم موقع هذه القلعة السيطرة على الطرق التي تخدم المرتفعات سهول و المتيجة ومنطقة القبائل .
باعتبارهم أعداء وراثيين لجيرانهم من زناتة حلفاء الأمويين في قرطبة (بقيادة المغراوة وبنو إفران من منطقة تلمسان) اختارت صنهاجة المغرب الأوسط (المتمركزون في الأصل في جبل تيتري) التحالف مع الفاطميين الذين تحولوا إلى الإسلام وفقًا للمذهب الشيعي الإسماعيلي في القرن العاشر (وعودة لاحقًا إلى المذهب السني) حيث شاركت التلكاتة بنشاط في الحرب الفاطمية ضد البربر الخوارج .
بلقين بن زيري زعيم قبيلة تكالتة في جنوب الجزائر العاصمة تم تعيينه واليا على المغرب الأوسط من قبل الفاطميين بسبب دور والده زيري بن مناد أثناء ثورات الخوارج لأبي يزيد والحملات ضد زناتة في وهران. السلالة الزيرية التي حكمت في القرنين العاشر والثاني عشر نشأت من الفرع الجزائري لصنهاجة  ويرتبط الزيريون بقبائل الحماديين والباديسيين.
استمر التزام التلكاتة في خدمة الفاطميين تحت قيادة بلقين مما مكن الخلافة الشيعية من تأكيد وجودها في وسط وغرب المغرب على حساب الأمويين في قرطبة وحلفائهم الزناتيين (الاستيلاء على فاس عام 995). في أوائل القرن الحادي عشر أنشأ فرع من العائلة الحمادية مركزًا آخر للسلطة من خلال تأسيس قلعة بني حماد في منطقة الحضنة . ثم بجاية سنة 1090  ثم أسس الزاوي بن زيري طائفة غرناطة بالأندلس 
أثناء الغزو الفرنسي للجزائر لم تعد هناك مجموعة أمازيغية مهمة تُعرف باسم تلكاتة. استولى الزواوا على الأراضي التي كانت في السابق موطنًا لقبائل كوتاما وتلكاتة.